# أبو كبير الهذلي
أبو كبير الهُذلي واسمه عامر بن الحليس الجربي الهذلي (توفي نحو 10هـ), أحد بني جريب بن سعد بن هذيل. تزوج أم الشاعر تأبط شرا. وكان أبو كبير فارس كبير وشاعر فحل من شعراء الحماسة في الجاهلية. قيل إنه أدرك الإسلام وأسلم. ولقي الرسول.ولأبي كبير الهذلي ديوان شعر مطبوع مع ترجمة فرنسية له، شعره يكاد يقتصر على وصف حياة الفروسية والقتال والصحاب الذين رافقوه، يفاخر بغاراته على القبائل وبطشه بأهلها وصيده للذئاب وحيداً، وكذلك يشيد كثيراً بسيفه، عبارته قوية جزلة
.

## اسمه ونسبه
- هو: عامر بن الحليس أحد بني جريب بن سعد بن هذيل بن مدركة بن إلياس بن مضر بن نزار بن معد بن عدنان.[2]

## إسلامه
قيل أنه أسلم وأتى إلى الرسول محمد وطلب منه أن يأذن له بالزنا، فقال له النبي صل الله عليه وسلم هل ترضا لأحد من محارمك وكان النبي يعلم أن أبو كبير رجل كريم حريص على عرضه، فأجابه أبو كبير: لا والله لا أرضاه لأحد من أهلي، فقال له الرسول فارض لناس ما ترضا لنفسك، فقال أبو كبير اُدع لي يا رسول الله أن يذهب الله ما بي من رغبةً فيه فدعى له الرسول صل الله عليه وسلم، وأسلم فحسن اسلامه

##### شعره والنبي
من حديث عائشة كان رسول الله صلى الله عليه وسلم يخصف نعله وكنت أغزل قالت: فنظرت إليه فجعل جبينه يعرق وجعل عرقه يتولد نورا قالت: فبهت، فنظر إلي فقال «ما لك بهت؟» فقلت: يا رسول الله نظرت إليك فجعل جبينك يعرق وجعل عرقك يتولد نورا ولو رآك أبو كبير الهذلي لعلم أنك أحق بشعره قال «وما يقول يا عائشة أبو كبير الهذلي» قلت: يقول هذين البيتين
قالت فوضع النبي ما كان بيده وقام إلي وقبل ما بين عيني وقال «جزاك الله خيرا يا عائشة ما سررت مني كسروري منك»
ويستنتج من هذا الخبر ان أبو كبير من أشهر شعراء مكة في ذلك العصر

## خبره مع تأبط شرا
تزوج أبو كبير عامر بن الحليس الهذلي أم تأبط شرا، وكان غلاماً صغيراً، فلما رآه يكثر الدخول على أمه تنكر له، وعرف ذلك أبو كبير في وجهه إلى أن ترعرع الغلام، فقال أبو كبير لأمه: ويحك، قد والله رابني أمر هذا الغلام، ولا آمنه، فلا أقربك! قالت: فاحتل عليه حتى تقتله. فقال له ذات يوم: هل لك أن تغزو؟ فقال: ذلك من أمري. قال: فامض بنا. فخرجا غازيين ولا زاد معهما، فسارا ليلتهما ويومهما من الغد، حتى ظن أبو كبير أن الغلام قد جاع، فلما أمسى قصد به أبو كبيرٍ قوماً كانوا له أعداءً فلما رأيا نارهم من بعد، قال له أبو كبير: ويحك قد جعنا، فلو ذهبت إلى تلك النار فالتمست منها لنا شيئاً! قال: ويحك وأي وقت جوعٍ هذا. قال: أنا قد جعت فاطلب لي فمضى تأبط شراً فوجد على النار رجلين من ألص من يكون من العرب، وإنما أرسله إليهما أبو كبير ليقتلاه، فلما رأياه قد غشي نارهما وثبا عليه، فرمى أحدهما، وكر على الآخر فرماه، فقتلهما، ثم جاء إلى نارهما فأخذ الخبز منها، فجاء به إلي أبي كبير، فقال: كل لا أشبع الله بطنك! ولم يأكل هو، فقال: ويحك أخبرني قصتك. قال وما سؤالك عن هذا، كل، ودع المسألة. فدخلت أبا كبير منه خيفة، وأهمته نفسه، ثم سأله بالصحبة إلا حدثه كيف عمل فأخبره، فازداد خوفاً منه. ثم مضيا في غزاتهما فأصابا إبلاً، وكان يقول له أبو كبير ثلاث ليالٍ: اختر أي نصفي الليل شئت تحرس فيه، وأنام، وتنام النصف الآخر وأحرس. فقال: ذلك إليك، اختر أيهما شئت. فكان أبو كبير ينام إلى نصف الليل ويحرسه تأبط شراً، فإذا نام تأبط شراً، نام أبو كبير أيضاً، لا يحرس شيئاً حتى استوفى الثلاث. فلما كان في الليلة الرابعة ظن أن النعاس قد غلب على الغلام، فنام أول الليل إلى نصفه وحرسه تأبط شراً، فلما نام الغلام، قال أبو كبير: الآن يستثقل نوماً وتمكنني فيه الفرصة. فلما ظن أنه قد استثقل أخذ حصاةً، فحذف بها، فقام الغلام كأنه كعبٌ، فقال: ما هذه الوجبة؟ قال: لا أدري. قال: والله صوتٌ سمعته في عرض الإبل. فقام فعس وطاف فلم ير شيئاً، فعاد فنام، فلما ظن أنه استثقل أخذ حصيةً صغيرة فحذف بها، فقام كقيامه الأول، فقال: ما هذا الذي أسمع؟ قال: والله ما أدري، قد سمعت كما سمعت وما أدري ما هو ولعل بعض الإبل تحرك. فقام وطاف وعس فلم ير شيئاً، فعاد فنام، فأخذ حصيةً أصغر من تلك فرمى بها فوثب كما وثب أولاً، فطاف وعس فلم ير شيئاً ورجع إليه، فقال: يا هذا، إني قد أنكرت أمرك، والله لئن عدت أسمع شيئاً من هذا لأقتلنك! قال أبو كبير: فبت والله أحرسه خوفاً أن يتحرك شيءٌ من الإبل، فيقتلني. قال: فلما رجعا إلى حيهما، قال أبو كبير: إن أم هذا الغلام لامرأة، لا أقربها أبداً.

## شعره
ومن أشهر أشعاره:

## وفاته
لم يُذكر خبر عن وفاته وعله توفي في مكة